# Borodino (Kraj Krasnojarski)
Borodino (ros. Бородино) – miasto w azjatyckiej części Rosji, w Kraju Krasnojarskim, 14 km na południe od miasta Zaoziornyj i 186 km od Krasnojarska.
Założone w 1949, status miasta od 1981 roku.